# 2014년 FIFA 월드컵 G조
2014년 FIFA 월드컵 G조는 독일, 포르투갈, 가나, 미국으로 구성되어 있다. 첫 경기는 6월 16일에 열렸고, 최종전은 2014년 6월 26일에 열렸다. G조를 통과한 독일은 나중에 이 대회 우승을 차지하였다.

## 팀
| 편성 기호 | 국가     | 소속 연맹 | 본선 진출 경로         | 본선 진출 확정일 | 본선 진출 횟수 | 최근 출전 대회 | 역대 최고 성적                | FIFA 랭킹   | FIFA 랭킹  |
| 편성 기호 | 국가     | 소속 연맹 | 본선 진출 경로         | 본선 진출 확정일 | 본선 진출 횟수 | 최근 출전 대회 | 역대 최고 성적                | 2013년 10월 | 2014년 6월 |
| --------- | -------- | --------- | ---------------------- | ---------------- | -------------- | -------------- | ----------------------------- | ----------- | ---------- |
| G1 (머리) | 독일     | UEFA      | 유럽 예선 C조 1위      | 2013년 10월 11일 | 18회           | 2010년         | 우승 (1954년, 1974년, 1990년) | 2위         | 2위        |
| G2        | 포르투갈 | UEFA      | 유럽 플레이오프 승리   | 2013년 11월 19일 | 6회            | 2010년         | 3위 (1966년)                  | 14위        | 4위        |
| G3        | 가나     | CAF       | 아프리카 3차 예선 승리 | 2013년 11월 19일 | 3회            | 2010년         | 8강 (2010년)                  | 23위        | 37위       |
| G4        | 미국     | CONCACAF  | 북중미 4차 예선 1위    | 2013년 9월 10일  | 10회           | 2010년         | 3위 (1930년)                  | 13위        | 13위       |

참고
1. ↑  2013년 10월 랭킹은 본선 조편성에 반영되었다.

## 순위
| 조별 리그 범례 | 조별 리그 범례                    |
| -------------- | --------------------------------- |
|                | 조 1위와 2위가 16강전에 진출한다. |
|                | 조별 리그 탈락.                   |

| 팀       | 경기 | 승 | 무 | 패 | 득 | 실 | 차 | 점 |
| -------- | ---- | -- | -- | -- | -- | -- | -- | -- |
| 독일     | 3    | 2  | 1  | 0  | 7  | 2  | +5 | 7  |
| 미국     | 3    | 1  | 1  | 1  | 4  | 4  | 0  | 4  |
| 포르투갈 | 3    | 1  | 1  | 1  | 4  | 7  | −3 | 4  |
| 가나     | 3    | 0  | 1  | 2  | 4  | 6  | −2 | 1  |

출처: FIFA 보관됨 2019-06-11 - 웨이백 머신 

다음 라운드 진출 규정: 순위 규정

- 독일은 16강에서 알제리 (H조 2위)를 상대한다.
- 미국은 16강에서 벨기에 (H조 1위)를 상대한다.

## 경기

### 독일 vs 포르투갈
양국은 17번의 맞대결을 펼쳤고, 이 중 한번은 2006년 FIFA 월드컵의 3위 결정전으로, 독일이 3-1로 이겼다. 가장 최근에 벌어진 맞대결은 UEFA 유로 2012 조별 리그 경기로, 여기서도 독일이 1-0으로 이겼다.
독일은 마리오 괴체가 주앙 페헤이라에게 넘어져 얻은 페널티킥을 토마스 뮐러가 좌측으로 낮게 강하게 깔아차면서 앞서나가기 시작했다. 마츠 후멜스는 토니 크로스가 찬 코너킥을 머리로 넣어 점수차를 두배로 늘렸다. 전반 종료를 앞두고 뮐러와 페페가 다툼에 연루되었는데, 페페는 뮐러 얼굴에 박치기를 해 퇴장당했다. 전반 추가 시간에 뮐러는 브루누 알베스가 잘못 걷어낸 것을 추가골로 연결했다. 뮐러는 후반전에 안드레 쉬를레가 골키퍼 후이 파트리시우에 저주받은 찰나에 쉬를레의 크로스를 우측에서 받아 근거리에서 빈 골망에 공을 넣어 해트트릭을 완성하였다.
이 경기는 독일의 100번째 FIFA 월드컵 경기로, 독일은 전 세계에서 처음으로 이 업적을 달성했다. 뮐러의 해트트릭은 독일 선수가 FIFA 월드컵에서 기록한 7번째 해트트릭으로, 독일은 최다 해트트릭 횟수를 달성했다. 반면 포르투갈은 FIFA 월드컵 역대 최다 점수차 패배를 당했다.
| 독일                                         | 4 – 0  | 포르투갈 |
| -------------------------------------------- | ------ | -------- |
| 뮐러 12′ (페널티골), 45+1′, 78′ · 후멜스 32′ | 리포트 |          |

| 독일 | 포르투갈 |

| GK          | 1  | 마누엘 노이어     |  |     |
| RB          | 20 | 제롬 보아텡       |  |     |
| CB          | 17 | 페어 메르테자커   |  |     |
| CB          | 5  | 마츠 후멜스       |  | 73′ |
| LB          | 4  | 베네딕트 회베데스 |  |     |
| DM          | 16 | 필리프 람 (주장)  |  |     |
| CM          | 6  | 사미 케디라       |  |     |
| CM          | 18 | 토니 크로스       |  |     |
| RW          | 13 | 토마스 뮐러       |  | 82′ |
| LW          | 19 | 마리오 괴체       |  |     |
| CF          | 8  | 메수트 외질       |  | 63′ |
| 교체 선수:  |    |                   |  |     |
| MF          | 9  | 안드레 쉬를레     |  | 63′ |
| DF          | 21 | 슈코드란 무스타피 |  | 73′ |
| FW          | 10 | 루카스 포돌스키   |  | 82′ |
| 감독:       |    |                   |  |     |
| 요아힘 뢰프 |    |                   |  |     |

| GK          | 12 | 후이 파트리시우            |     |     |
| RB          | 21 | 주앙 페헤이라              | 11′ |     |
| CB          | 2  | 브루누 알베스              |     |     |
| CB          | 3  | 페페                       | 37′ |     |
| LB          | 5  | 파비우 코엔트랑            |     | 65′ |
| DM          | 4  | 미겔 벨로주                |     | 46′ |
| CM          | 8  | 조앙 모티뉴                |     |     |
| CM          | 16 | 하울 메이렐르스            |     |     |
| RW          | 17 | 나니                       |     |     |
| LW          | 7  | 크리스티아누 호날두 (주장) |     |     |
| CF          | 9  | 우구 알메이다              |     | 28′ |
| 교체 선수:  |    |                            |     |     |
| FW          | 11 | 에데르                     |     | 28′ |
| DF          | 13 | 히카르두 코스타            |     | 46′ |
| DF          | 19 | 안드레 알메이다            |     | 65′ |
| 감독:       |    |                            |     |     |
| 파울루 벤투 |    |                            |     |     |

| 최우수 선수: 토마스 뮐러 (독일) 부심: 밀로반 리스티치 (세르비아) 달리보르 주르제비치 (세르비아) 대기심: 네앙 알리움 (카메룬) 후보 대기심: 지브릴 카마라 (세네갈) |

### 가나 vs 미국
양국은 두 차례 조우한 적이 있는데, 두 경기 모두 FIFA 월드컵 경기로, 가나는 미국을 두 대회 연속으로 탈락시켰다. 2006년 대회의 조별 리그에서는 가나가 2-1로 이겼고, 2010년 대회의 16강전에서도 가나가 연장전 접전 끝에 2-1로 승리했다.
클린트 뎀프시는 경기 시작 30초만에 저메인 존스로부터 공을 받아 존 보예를 제치고 공을 끌고간 뒤 반대쪽 구석으로 차넣었다. (FIFA 월드컵 역사상 5번째로 빨리 터진 골) 미국은 82분 아사모아 잔이 발꿈치로 공을 내주어 앙드레 아유가 동점골을 넣을 때까지 앞서나갔다. 그러나, 미국은 동점골이 터진 지 4분만에 그레이엄 주시의 코너킥을 후반 시작과 함께 교체로 들어온 존 브룩스가 머리로 결승골을 집어넣었다. 그러나, 미국의 승리는 21분만에 조지 앨티도어가 왼쪽 서헤부 힘줄이 끊어지는 부상을 당하면서 빛이 바랬다.
FIFA의 공식 기록에 의하면 뎀프시의 선제골은 경기 시작 30초만에 터진, 5번째로 가장 일찍 터진 FIFA 월드컵 골이자, 미국 선수가 터뜨린 최단시간 골이었다. 또한, 뎀프시는 3차례의 FIFA 월드컵에서 득점을 기록한 최초의 미국 선수가 되었다. 다마커스 비즐리의 경우에는 최초로 4번의 FIFA 월드컵 경기에 참가한 첫 미국 선수가 되었다. 그리고, 브룩스는 미국 선수로는 FIFA 월드컵에서 득점을 기록한 첫 교체 투입 선수가 되었다.
| 가나        | 1 – 2  | 미국                   |
| ----------- | ------ | ---------------------- |
| A. 아유 82′ | 리포트 | 1′ 뎀프시 · 86′ 브룩스 |

| 가나 | 미국 |

| GK                 | 12 | 아담 크와라세이    |       |     |
| RB                 | 4  | 대니얼 오파레이    |       |     |
| CB                 | 19 | 조너선 멘사        |       |     |
| CB                 | 21 | 존 보예            |       |     |
| LB                 | 20 | 콰드워 아사모아    |       |     |
| CM                 | 17 | 모하메드 라비우    | 30′   | 71′ |
| CM                 | 11 | 설리 문타리        | 90+2′ |     |
| AM                 | 10 | 앙드레 아유        |       |     |
| RF                 | 13 | 조르당 아유        |       | 59′ |
| CF                 | 3  | 아사모아 잔 (주장) |       |     |
| LF                 | 7  | 크리스티안 아츠    |       | 78′ |
| 교체 선수:         |    |                    |       |     |
| FW                 | 9  | 케빈-프린스 보아텡 |       | 59′ |
| MF                 | 5  | 마이클 에시엔      |       | 71′ |
| MF                 | 14 | 앨버트 아도마      |       | 78′ |
| 감독:              |    |                    |       |     |
| 제임스 콰시 아피아 |    |                    |       |     |

| GK              | 1  | 팀 하워드            |  |     |
| RB              | 23 | 파비안 존슨          |  |     |
| CB              | 20 | 제프 캐머런          |  |     |
| CB              | 5  | 맷 비슬러            |  | 46′ |
| LB              | 7  | 다마커스 비즐리      |  |     |
| DM              | 15 | 카일 베커맨          |  |     |
| CM              | 11 | 알레한드로 베도야    |  | 77′ |
| CM              | 13 | 저메인 존스          |  |     |
| AM              | 4  | 마이클 브래들리      |  |     |
| CF              | 17 | 조지 앨티도어        |  | 23′ |
| CF              | 8  | 클린트 뎀프시 (주장) |  |     |
| 교체 선수:      |    |                      |  |     |
| FW              | 9  | 아론 요한슨          |  | 23′ |
| DF              | 6  | 존 브룩스            |  | 46′ |
| MF              | 19 | 그레이엄 주시        |  | 77′ |
| 감독:           |    |                      |  |     |
| 위르겐 클린스만 |    |                      |  |     |

| 최우수 선수: 클린트 뎀프시 (미국) 부심: 다니엘 베른마르크 (스웨덴) 마티아스 클라세니우스 (스웨덴) 대기심: 노르베르 하우아타 (타히티) 후보 대기심: 아덴 마르와 (케냐) |

### 독일 vs 가나
양국은 독일이 1-0으로 이긴 2010년 FIFA 월드컵 조별 리그 경기를 포함하여 두 차례 만난 적이 있었다.
전반전을 득점 없이 마친 후, 독일은 토마스 뮐러가 마리오 괴체에 크로스하고, 괴체가 머리로 공을 자신의 허벅지에 굴절시켜 선제골을 득점하였다. 가나는 앙드레 아유가 해리슨 애풀의 크로스를 헤딩하면서 동점을 만들어냈다. 이후, 설리 문타리가 필리프 람의 공을 가로챈 뒤, 아사모아 잔에게 공을 건네면서 가나가 역전하였다. 교체 투입된지 2분만에, 미로슬라프 클로제가 토니 크로스의 헤딩을 베네딕트 회베데스가 굴절 시킨 후 근접 거리에서 머리로 득점을 성공시키며 경기는 또다시 원점으로 돌아왔다.
클로제는 자신의 월드컵 통산 15골을 득점하며 호나우두의 기록과 어깨를 나란히했다. 그는 펠레, 우베 젤러와 함께 4차례의 월드컵에서 득점한 선수로 어깨를 나란히 하였다. 잔은 5골로 카메룬의 로제 밀라와 함께 아프리카의 월드컵 최다 득점자로 이름을 올렸고, 3차례의 월드컵에서 득점한 최초의 아프리카 선수가 되었다. 2010년의 경우와 마찬가지로, 제롬 보아텡 (독일) 과 케빈-프린스 보아텡 (가나) 이 서로 맞붙었고, 월드컵에서 두 형제가 두 번째로 맞붙었다.
52분, 폴란드 여권을 소유하고 레셰크 루도미르로 신원이 파악되는 자가 상의를 입지 않고, 가슴과 등에 글자와 숫자가 새겨진 채 경기장에 난입하였다. FIFA와 중계 방송은 그를 촬영하지 않았다. 난입자는 차분하게 적대감 없이 가나 미드필더 설리 문타리에 접근하다, 경기장 밖으로 끌려갔고, 그 후, 경기장 안전 요원의 감시 하에 부쳐졌다. 놀랍게도 경기장에 난입한 사람을 쫓는 경찰이 없었다.
| 독일                  | 2 – 2  | 가나                 |
| --------------------- | ------ | -------------------- |
| 괴체 51′ · 클로제 71′ | 리포트 | 54′ A. 아유 · 63′ 잔 |

| 독일 | 가나 |

| GK          | 1  | 마누엘 노이어           |  |     |
| RB          | 20 | 제롬 보아텡             |  | 46′ |
| CB          | 17 | 페어 메르테자커         |  |     |
| CB          | 5  | 마츠 후멜스             |  |     |
| LB          | 4  | 베네딕트 회베데스       |  |     |
| DM          | 16 | 필리프 람 (주장)        |  |     |
| CM          | 6  | 사미 케디라             |  | 70′ |
| CM          | 18 | 토니 크로스             |  |     |
| RW          | 8  | 메수트 외질             |  |     |
| LW          | 19 | 마리오 괴체             |  | 69′ |
| CF          | 13 | 토마스 뮐러             |  |     |
| 교체 선수:  |    |                         |  |     |
| DF          | 21 | 슈코드란 무스타피       |  | 46′ |
| FW          | 11 | 미로슬라프 클로제       |  | 69′ |
| MF          | 7  | 바스티안 슈바인슈타이거 |  | 70′ |
| 감독:       |    |                         |  |     |
| 요아힘 뢰프 |    |                         |  |     |

| GK                 | 16 | 파타우 다우다        |       |     |
| RB                 | 23 | 해리슨 애풀          |       |     |
| CB                 | 21 | 존 보예              |       |     |
| CB                 | 19 | 조너선 멘사          |       |     |
| LB                 | 20 | 콰드워 아사모아      |       |     |
| CM                 | 11 | 설리 문타리          | 90+4′ |     |
| CM                 | 17 | 모하메드 라비우      |       | 78′ |
| RW                 | 7  | 크리스티안 아츠      |       | 72′ |
| AM                 | 9  | 케빈-프린스 보아텡   |       | 52′ |
| LW                 | 10 | 앙드레 아유          |       |     |
| CF                 | 3  | 아사모아 잔 (주장)   |       |     |
| 교체 선수:         |    |                      |       |     |
| FW                 | 13 | 조르당 아유          |       | 52′ |
| MF                 | 22 | 와카소 무바라크      |       | 72′ |
| MF                 | 8  | 이매뉴얼 아제망-바두 |       | 78′ |
| 감독:              |    |                      |       |     |
| 제임스 콰시 아피아 |    |                      |       |     |

| 최우수 선수: 마리오 괴체 (독일) 부심: 마르셀루 반 가시 (브라질) 이메르송 지 카르발류 (브라질) 대기심: 빅토르 우고 카리요 (페루) 후보 대기심: 로드네이 아키노 (파라과이) |

### 미국 vs 포르투갈
양국은 미국이 3-2로 이긴 2002년 FIFA 월드컵 조별 리그 경기를 포함하여 5번 조우하였다. 포르투갈 수비수 페페는 독일전 퇴장으로 이 경기에서 출장 정지 징계령을 받았다.
포르투갈은 제프 캐머런이 걷어내는데 실수한 것을 나니가 가로채 근접 거리에서 득점하면서 5분만에 선제골을 기록했다. 전반전 막판에 나니의 장거리 슛이 골대를 때렸고, 미국 골키퍼 팀 하워드는 이어지는 에데르의 슛을 선방하였다. 후반전에 마이클 브래들리의 슛을 히카르두 코스타가 걷어내었으나, 미국은 저메인 존스가 걷어낸 코너킥을 오른발로 감아차며 득점에 성공하였다. 미국은 그레이엄 주시의 크로스를 클린트 뎀프시가 마무리하며 리드를 잡았다. 미국은 이 경기에서 승리할 경우 16강 진출과 포르투갈의 탈락을 모두 확정 시킬 수 있었으나, 인저리 타임 막판에 크리스티아누 호날두의 크로스가 실베스트르 바렐라의 동점 헤딩골로 이어지면서 무산되었다.
바렐라의 동점골 (94:33) 은 월드컵 역사상 정규시간에 가장 늦게 터진 골이다. 주심은 39분에 급수를 위해 짧은 시간동안 경기를 중단시켰지만, 이는 FIFA가 도입한 공식적인 "급수 휴식"으로 고려되지 않았다.
| 미국                  | 2 – 2  | 포르투갈               |
| --------------------- | ------ | ---------------------- |
| 존스 64′ · 뎀프시 81′ | 리포트 | 나니 5′ · 바렐라 90+5′ |

| 미국 | 포르투갈 |

| GK              | 1  | 팀 하워드            |     |       |
| RB              | 23 | 파비안 존슨          |     |       |
| CB              | 20 | 제프 캐머런          |     |       |
| CB              | 5  | 맷 비슬러            |     |       |
| LB              | 7  | 다마커스 비즐리      |     |       |
| CM              | 15 | 카일 베커맨          |     |       |
| CM              | 13 | 저메인 존스          | 75′ |       |
| RW              | 11 | 알레한드로 베도야    |     | 72′   |
| AM              | 4  | 마이클 브래들리      |     |       |
| LW              | 19 | 그레이엄 주시        |     | 90+1′ |
| CF              | 8  | 클린트 뎀프시 (주장) |     | 87′   |
| 교체 선수:      |    |                      |     |       |
| DF              | 2  | 디앤드리 예들린      |     | 72′   |
| FW              | 18 | 크리스 원돌로우스키  |     | 87′   |
| DF              | 3  | 오마르 곤살레스      |     | 90+1′ |
| 감독:           |    |                      |     |       |
| 위르겐 클린스만 |    |                      |     |       |

| GK          | 22 | 베투                       |  |     |
| RB          | 21 | 주앙 페헤이라              |  |     |
| CB          | 13 | 히카르두 코스타            |  |     |
| CB          | 2  | 브루누 알베스              |  |     |
| LB          | 19 | 안드레 알메이다            |  | 46′ |
| DM          | 4  | 미겔 벨로주                |  |     |
| CM          | 8  | 조앙 모티뉴                |  |     |
| CM          | 16 | 하울 메이렐르스            |  | 69′ |
| RW          | 17 | 나니                       |  |     |
| LW          | 7  | 크리스티아누 호날두 (주장) |  |     |
| CF          | 23 | 엘데르 포스티가            |  | 16′ |
| 교체 선수:  |    |                            |  |     |
| FW          | 11 | 에데르                     |  | 16′ |
| MF          | 6  | 윌리앙 카르발류            |  | 46′ |
| MF          | 18 | 실베스트르 바렐라          |  | 69′ |
| 감독:       |    |                            |  |     |
| 파울루 벤투 |    |                            |  |     |

| 최우수 선수: 팀 하워드 (미국) 부심: 에르난 마이다나 (아르헨티나) 후안 파블로 벨라티 (아르헨티나) 대기심: 왈테르 로페스 (과테말라) 대기심: 레오넬 레알 (코스타리카) |

### 미국 vs 독일
양국은 독일이 모두 승리를 거둔 두 차례의 FIFA 월드컵 경기 (1998년 조별 리그: 2-0, 2002년: 1-0)를 포함하여 9번 만났었다. 현 미국 국가대표팀 감독 위르겐 클린스만은 독일 대표로 3차례 월드컵에 출전하였으며, (1998년 월드컵에는 미국을 상대로 쐐기골을 득점하기도 하였다.) 2006년에는 요아힘 뢰프 현 독일 감독을 수석 코치로 두고 월드컵 3위에 올랐었다.
양국은 결선 토너먼트 진출을 위해 승점 1점만 추가하면 되는 상황에 맞대결을 펼쳤다. 이 경기는 55분에 토마스 뮐러에 의해 딱 한번 득점이 기록되었는데, 페어 메르테자커가 머리로 쏜 공이 팀 하워드 미국 골키퍼의 손에 막히자 페널티 구역 외곽에서 튀어나온 공을 오른발로 넣었다. 이 경기에서 이긴 독일은 조 1위를 차지하였고, 패한 미국도 같은 시간 벌어진 경기에서 포르투갈이 가나에게 2-1로 이기면서 골득실 차로 포르투갈을 제치고 조 2위를 차지했고, 미국은 사상 처음으로 2대회 연속 결선 토너먼트에 진출했다. 이 경기에서 바스티안 슈바인슈타이거는 이 대회에서 처음으로 선발 출전하였고, 루카스 포돌스키는 이후로 국가대항전에서 경기장을 밟지 못했다.
앞서 코스타리카와 멕시코가 결선 토너먼트에 진출함에 따라, FIFA 월드컵 역사상 처음으로 결선 토너먼트에 3개의 CONCACAF 소속국이 이상 진출했다.

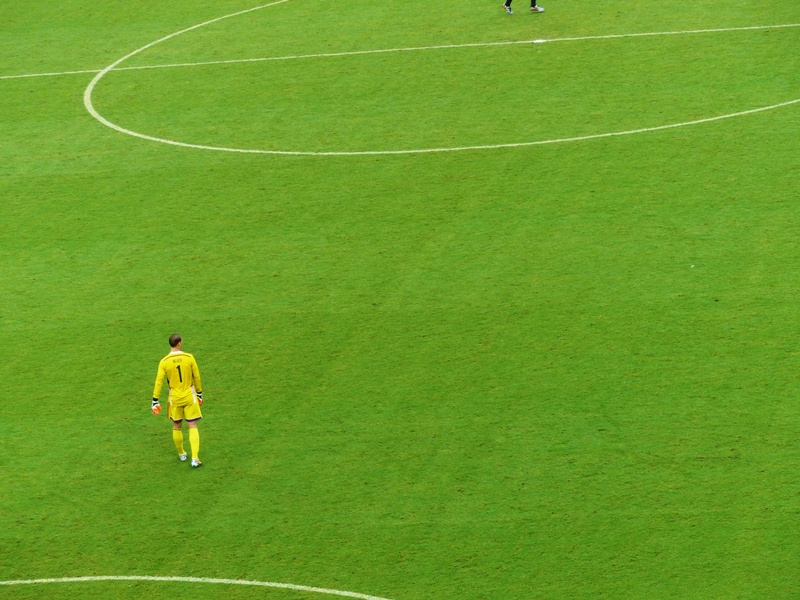
경기장 반대편을 주시하는 마누엘 노이어

| 미국 | 0 – 1  | 독일     |
| ---- | ------ | -------- |
|      | 리포트 | 55′ 뮐러 |

| 미국 | 독일 |

| GK              | 1  | 팀 하워드            |     |     |
| RB              | 23 | 파비안 존슨          |     |     |
| CB              | 3  | 오마르 곤살레스      | 37′ |     |
| CB              | 5  | 맷 비슬러            |     |     |
| LB              | 7  | 다마커스 비즐리      |     |     |
| CM              | 15 | 카일 베커맨          | 62′ |     |
| CM              | 13 | 저메인 존스          |     |     |
| RW              | 19 | 그레이엄 주시        |     | 84′ |
| AM              | 4  | 마이클 브래들리      |     |     |
| LW              | 14 | 브래드 데이비스      |     | 59′ |
| CF              | 8  | 클린트 뎀프시 (주장) |     |     |
| 교체 선수:      |    |                      |     |     |
| MF              | 11 | 알레한드로 베도야    |     | 59′ |
| DF              | 2  | 디앤드리 예들린      |     | 84′ |
| 감독:           |    |                      |     |     |
| 위르겐 클린스만 |    |                      |     |     |

| GK          | 1  | 마누엘 노이어           |     |     |
| RB          | 20 | 제롬 보아텡             |     |     |
| CB          | 17 | 페어 메르테자커         |     |     |
| CB          | 5  | 마츠 후멜스             |     |     |
| LB          | 4  | 베네딕트 회베데스       | 11′ |     |
| DM          | 16 | 필리프 람 (주장)        |     |     |
| CM          | 7  | 바스티안 슈바인슈타이거 |     | 76′ |
| CM          | 18 | 토니 크로스             |     |     |
| RW          | 8  | 메수트 외질             |     | 89′ |
| LW          | 10 | 루카스 포돌스키         |     | 46′ |
| CF          | 13 | 토마스 뮐러             |     |     |
| 교체 선수:  |    |                         |     |     |
| FW          | 11 | 미로슬라프 클로제       |     | 46′ |
| MF          | 19 | 마리오 괴체             |     | 76′ |
| MF          | 9  | 안드레 쉬를레           |     | 89′ |
| 감독:       |    |                         |     |     |
| 요아힘 뢰프 |    |                         |     |     |

| 최우수 선수: 토마스 뮐러 (독일) 부심: 압두하미둘로 라술로프 (우즈베키스탄) 바하디르 코하로프 (키르기스스탄) 대기심: 네앙 알리움 (카메룬) 대기심: 지브릴 카마라 (세네갈) |

### 포르투갈 vs 가나
두 팀은 이전에 만난 적이 없다. 가나의 미드필더 설리 문타리는 경고 누적으로 출전 중지 징계를 받았다. 한편, 문타리는 경기 전 동료 미드필더 케빈-프린스 보아텡과 더불어 팀 징계 문제로 가나 축구 협회로부터 기한 없는 징계를 받게 되었다.
양국은 결선 토너먼트 진출 기회를 잡기 위해 같은 시간 벌어지는 미국과 독일간의 경기에서 비기지 않는다는 가정 하에 승리가 필요했다. 포르투갈은 전반에 미겔 벨로주의 크로스를 존 보예가 무릎으로 굴절시켜 자책골을 기록하며 앞서나갔다. 아사모아 잔은 콰드워 아사모아가 좌측에서 발 바깥쪽으로 띄운 공을 머리로 넣어 동점을 만들어냈다. 크리스티아누 호날두는 80분에 파타우 다우다가 좌측에서 날아온 크로스를 쳐낸 공을 페널티 구역에서 잡아 포르투갈의 결승골을 넣었다. 독일이 미국에 승리를 거두었으나, 포르투갈은 미국에 골득실에서 밀려 사상 첫 3대회 연속 결선 토너먼트 진출을 노리던 가나와 함께 탈락하였다.
잔은 이 경기에서 자신의 통산 6번째 FIFA 월드컵 득점을 성공시켰고, 로제 밀라를 넘어 아프리카의 FIFA 월드컵 최다 득점자가 되었다. 호날두는 이번 골로 포르투갈 역사상 처음으로 3번의 FIFA 월드컵 대회에서 득점한 최초의 선수가 되었다.
| 포르투갈                       | 2 – 1  | 가나   |
| ------------------------------ | ------ | ------ |
| 보예 31′ (자책골) · 호날두 80′ | 리포트 | 57′ 잔 |

| 포르투갈 | 가나 |

| GK          | 22 | 베투                       |       | 89′ |
| RB          | 21 | 주앙 페헤이라              |       | 61′ |
| CB          | 3  | 페페                       |       |     |
| CB          | 2  | 브루누 알베스              |       |     |
| LB          | 4  | 미겔 벨로주                |       |     |
| DM          | 6  | 윌리앙 카르발류            |       |     |
| CM          | 8  | 조앙 모티뉴                | 90+4′ |     |
| CM          | 20 | 후벵 아모링                |       |     |
| RW          | 17 | 나니                       |       |     |
| LW          | 7  | 크리스티아누 호날두 (주장) |       |     |
| CF          | 11 | 에데르                     |       | 69′ |
| 교체 선수:  |    |                            |       |     |
| MF          | 18 | 실베스트르 바렐라          |       | 61′ |
| MF          | 10 | 비에이리냐                 |       | 69′ |
| GK          | 1  | 에두아르두                 |       | 89′ |
| 감독:       |    |                            |       |     |
| 파울루 벤투 |    |                            |       |     |

| GK                 | 16 | 파타우 다우다        |     |     |
| RB                 | 23 | 해리슨 애풀          | 39′ |     |
| CB                 | 21 | 존 보예              |     |     |
| CB                 | 19 | 조너선 멘사          |     |     |
| LB                 | 20 | 콰드워 아사모아      |     |     |
| CM                 | 17 | 모하메드 라비우      |     | 76′ |
| CM                 | 8  | 이매뉴얼 아제망-바두 |     |     |
| RW                 | 7  | 크리스티안 아츠      |     |     |
| LW                 | 10 | 앙드레 아유          |     | 81′ |
| CF                 | 18 | 압둘 마지드 와리스   | 55′ | 71′ |
| CF                 | 3  | 아사모아 잔 (주장)   |     |     |
| 교체 선수:         |    |                      |     |     |
| FW                 | 13 | 조르당 아유          | 78′ | 71′ |
| MF                 | 6  | 아프리이 아콰        |     | 76′ |
| MF                 | 22 | 와카소 무바라크      |     | 81′ |
| 감독:              |    |                      |     |     |
| 제임스 콰시 아피아 |    |                      |     |     |

| 최우수 선수: 크리스티아누 호날두 (포르투갈) 부심: 에브라힘 살레 (바레인) 야세르 툴레파트 (바레인) 대기심: 윌마르 롤단 (콜롬비아) 후보 대기심: 에두아르도 디아스 (콜롬비아) |

## 같이 보기
- 독일의 FIFA 월드컵 성적